# 公馆镇 (合浦县)
公馆镇，是中华人民共和国广西壮族自治区北海市合浦县下辖的一个乡镇级行政单位。

## 行政区划
公馆镇下辖以下地区：
公馆街社区、公馆村、廖屋村、沙垠村、上联村、盐田村、长坡村、铁山村、石岭村、浪坡村、创村、陂塍村、扫管村、南山村、石湖村、新秀村、竹联村、均塘村、六甘村、香山村、蛇地村、陈屋村、山肚村和乘马村。